# Lo Scialandro
Lo Scialandro, anche detto Scoglio Scialandro, è un isolotto disabitato dell'Italia, in Campania. È situato a sud di Sapri, comune di cui fa parte.

## Geografia
L'isola sorge a sud del porto di Sapri,  a pochi chilometri dal confine col comune lucano di Maratea, in Provincia di Potenza, e dista circa 100 metri dalla terraferma. Essa fa parte della Costiera Cilentana, di cui è l'isola più meridionale. Le altre sono lo Scoglio Trentova, Licosa, Il Coniglio, lo Scoglio Mingardo e l'Isolotto dei Conigli.